# Wellington, Texas
Wellington är en stad i den amerikanska delstaten Texas med en yta av 3,5 km² och en folkmängd som uppgår till 2 275 invånare (2000). Wellington är administrativ huvudort i Collingsworth County. Orten har fått sitt namn efter Hertigen av Wellington.